# ジェームズ・ハミルトン (第5代ハミルトン公爵)

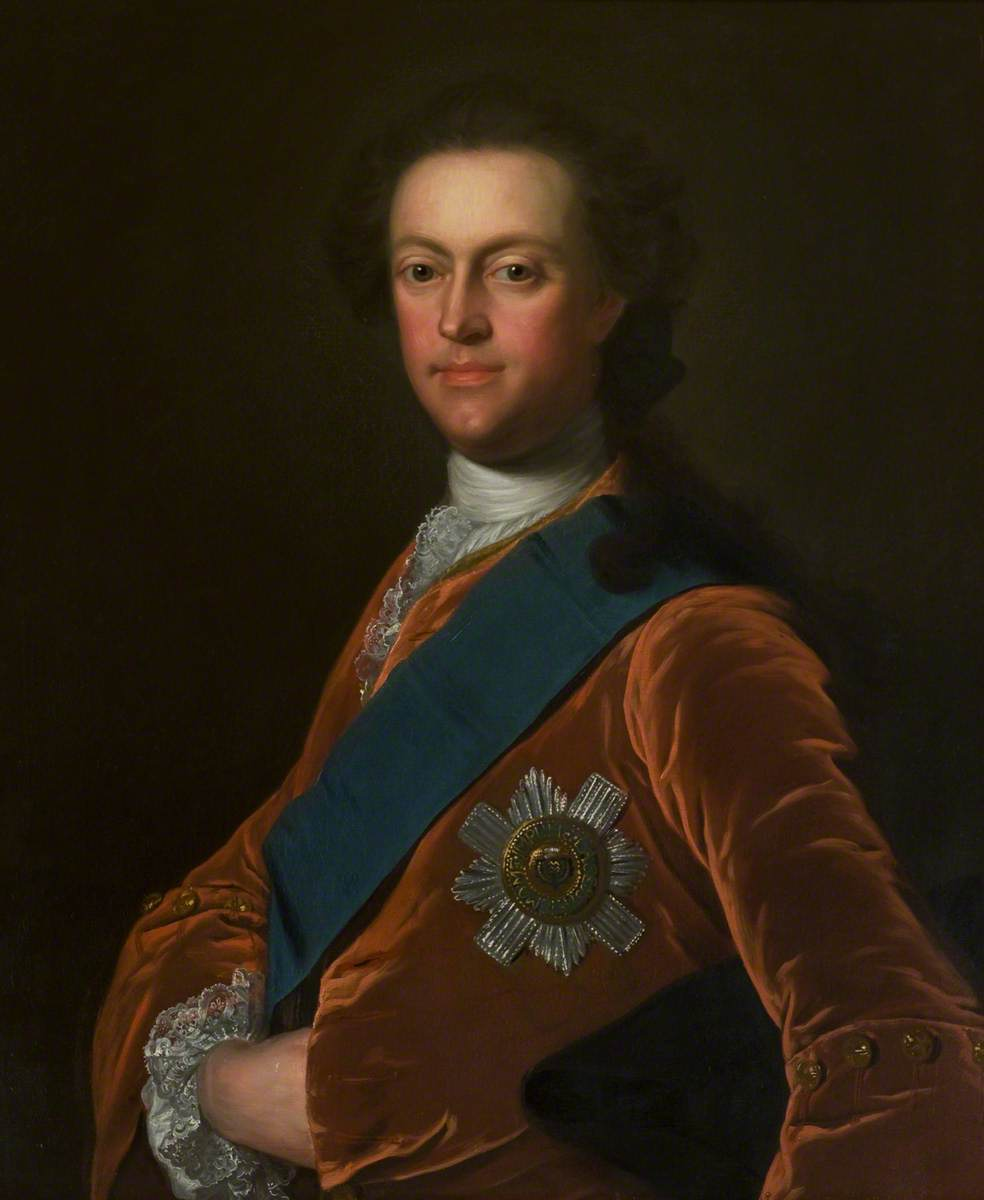
ウィリアム・ホーアによる肖像画

第5代ハミルトン公爵および第2代ブランドン公爵ジェームズ・ハミルトン（英語: James Hamilton, 5th Duke of Hamilton and 2nd Duke of Brandon KT FRS、1703年1月5日 - 1744年3月1日）は、スコットランド貴族。第4代ハミルトン公爵ジェームズ・ハミルトンの長男。

## 生涯
プレストンで生まれ、1718年5月2日にオックスフォード大学クライスト・チャーチに入学して1719年6月6日に民法学博士（DCL）の学位を得た。1712年に父からハミルトン公爵とブランドン公爵の爵位を継承した。1723年、ジャコバイト宮廷からガーター勲章を授与されたが、イギリス在住だったため授与は秘密裏になされた。同年にイギリス本国の宮廷からシッスル勲章を授与された。
1736年4月8日、王立協会フェローに選出された。また、1739年に設立された捨子養育院の初代総裁の1人だった。
1743年3月1日に死去、長男ジェームズが爵位を継承した。

## 家族
ハミルトンは3度結婚した。1723年、第4代ダンドナルド伯爵ジョン・コクランの娘アンと結婚、1男をもうけた。アンは息子を出産した1か月後に死去した。
- ジェームズ（1724年 - 1758年） - 第6代ハミルトン公爵

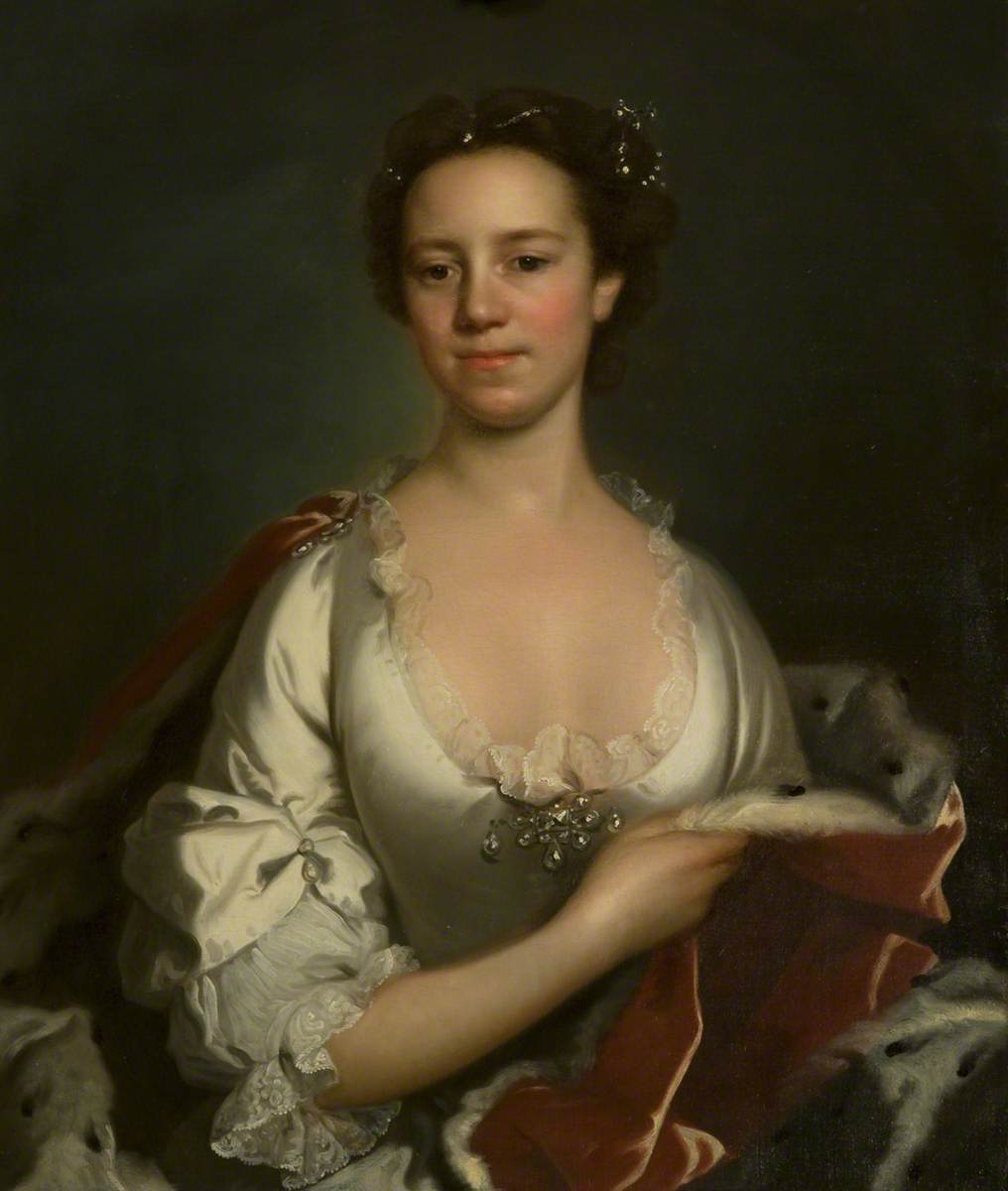
3人目の妻アン、ウィリアム・ホーア画。

ハミルトンはトマス・ストラングウェイスの娘エリザベス（1729年11月3日没）と再婚したが、2人の間に子女はいなかった。1737年、ハミルトンはエドワード・スペンサーの娘アンと再婚、2男1女をもうけた。
- アン（1738年 - 1780年11月11日） - 1761年、初代ドニゴール侯爵アーサー・チチェスターと結婚
- アーチボルド（1740年 - 1819年） - 第9代ハミルトン公爵
- スペンサー（1742年 - 1791年3月20日） - 軍人